# 2017 في سنغافورة
فيما يلي قوائم الأحداث التي وقعت خلال عام 2017 في سنغافورة.

## سياسة

### انتهاء فترة المنصب
- 1 يناير – حليمة يعقوب عضو مجلس الشعب السنغافوري،عضو مجلس الشعب السنغافوري.

## رياضة
- 1 يناير – سنغافورة في بطولة العالم للألعاب المائية 2017

## وفيات

### يناير
- 16 يناير – أمين ناصر (مواليد 1968)